# Viella, Gers
Viella är en kommun i departementet Gers i regionen Occitanien i sydvästra Frankrike. Kommunen ligger i kantonen Riscle som tillhör arrondissementet Mirande. År 2022 hade Viella 523 invånare.

## Befolkningsutveckling
Antalet invånare i kommunen Viella
Referens:INSEE